# Martine Roure
Martine Roure (ur. 28 września 1948 w Lyonie) – francuska polityk, posłanka do Parlamentu Europejskiego (1999–2009).

## Życiorys
W 1970 ukończyła studia z zakresu literatury, następnie kształciła się w zakresie psychologii i pedagogiki. Uzyskała uprawnienia nauczania podstawowego, a także nauczania w szkołach średnich. Pracowała jako sekretarka, nauczycielka nauczania początkowego i nauczycielka dyplomowana w szkołach średnich. Pełniła funkcję zastępcy dyrektora szkoły.
Zaangażowała się w działalność Partii Socjalistycznej, od 1985 do 1989 była sekretarzem sekcji, a w latach 1992–1996 zasiadała w radzie krajowej tego ugrupowania. Weszła w skład rady miejskiej w Lyonie, do 2008 pełniła urząd zastępcy mera.
Przez dwie kadencje (1999–2009) sprawowała mandat posłanki do Parlamentu Europejskiego. Zasiadała w grupie Partii Europejskich Socjalistów, w VI kadencji od 2007 była wiceprzewodniczącą PE. Pracowała m.in. w Komisji Wolności Obywatelskich, Sprawiedliwości i Spraw Wewnętrznych. Nie ubiegała się o reelekcję.